# Shane Bowers
Shane Bowers, född 30 juli 1999, är en kanadensisk professionell ishockeyforward som för närvarande spelar för Utica Comets i American Hockey League (AHL) och tillhör New Jersey Devils organisation. Bowers draftades i första rundan som 28:e totalt vid NHL Entry Draft 2019 av Ottawa Senators. Han har tidigare tillhört Colorado Avalanche.

## Statistik

### Klubbkarriär
| 2014–15    | Halifax McDonald's         | NSMMHL     | 34 | 23 | 29 | 52 | 24 | 17 | 15 | 18 | 33 | 14 |
| 2015–16    | Waterloo Black Hawks       | USHL       | 56 | 15 | 18 | 33 | 16 | 9  | 0  | 2  | 2  | 0  |
| 2016–17    | Waterloo Black Hawks       | USHL       | 60 | 22 | 29 | 51 | 20 | 6  | 2  | 1  | 3  | 2  |
| 2017–18    | Boston University Terriers | HE         | 40 | 17 | 15 | 32 | 14 | —  | —  | —  | —  | —  |
| 2018–19    | Boston University Terriers | HE         | 37 | 11 | 10 | 21 | 25 | —  | —  | —  | —  | —  |
| 2018–19    | Colorado Eagles            | AHL        | 4  | 0  | 0  | 0  | 2  | 4  | 0  | 1  | 1  | 0  |
| 2019–20    | Colorado Eagles            | AHL        | 48 | 10 | 17 | 27 | 14 | —  | —  | —  | —  | —  |
| 2020–21    | Colorado Eagles            | AHL        | 28 | 7  | 2  | 9  | 10 | —  | —  | —  | —  | —  |
| 2021–22    | Colorado Eagles            | AHL        | 37 | 6  | 3  | 9  | 12 | 4  | 1  | 3  | 4  | 0  |
| 2022–23    | Colorado Eagles            | AHL        | 37 | 4  | 10 | 14 | 12 | —  | —  | —  | —  | —  |
| 2022–23    | Colorado Avalanche         | NHL        | 1  | 0  | 0  | 0  | 0  | —  | —  | —  | —  | —  |
| 2022–23    | Providence Bruins          | AHL        | 20 | 4  | 3  | 7  | 4  | 3  | 0  | 0  | 0  | 4  |
| 2023–24    | Utica Comets               | AHL        | 43 | 10 | 4  | 14 | 8  | —  | —  | —  | —  | —  |
| 2023–24    | New Jersey Devils          | NHL        | 8  | 0  | 0  | 0  | 0  | —  | —  | —  | —  | —  |
| NHL totalt | NHL totalt                 | NHL totalt | 9  | 0  | 0  | 0  | 0  | —  | —  | —  | —  | —  |

### Internationellt
| År            | Lag           | Turnering     | Resultat      |    | Matcher | Mål | Assist | Poäng | Utv |
| ------------- | ------------- | ------------- | ------------- | -- | ------- | --- | ------ | ----- | --- |
| 2015          | Canada Black  | U17           | 8:a           | 5  | 0       | 0   | 0      | 0     |     |
| 2016          | Kanada        | IH18          | 5:a           | 4  | 1       | 0   | 1      | 0     |     |
| 2019          | Kanada        | JVM           | 6:a           | 5  | 0       | 2   | 2      | 2     |     |
| Junior totalt | Junior totalt | Junior totalt | Junior totalt | 14 | 1       | 2   | 3      | 2     |     |